# 道草 (アルバム)
『道草』（みちくさ）は、1976年6月1日にキティレコードから発売された小椋佳の8枚目のオリジナルアルバムである。

## 概要
キティレコード設立の記念すべき第1枚目のアルバムである。
自身2枚目のオリコン1位を獲得した作品である。

## リリース
- 1991年11月1日、ポリドールよりデジタル盤が発売。
- 1994年5月21日、ポリドールより再発。
- 2003年3月19日、ユニバーサル インターナショナルより再発。
- 2006年10月4日、ユニバーサルJより再発。

## 収録曲

### LP盤
A面
1. 雨の露草に似て
2. スタンドスティル
3. 私の悲しみには
4. 誰かに背負われて
5. しじま
6. 道草

B面
1. 盆がえり
2. 時
3. くぐりぬけた花水木
4. 吐息
5. めまい

### CD盤
1. 雨の露草に似て
2. スタンドスティル
3. 私の悲しみには
4. 誰かに背負われて
5. 何処から何処へ何の為に
6. 吐息
7. しじま
8. 道草
9. 旅仕度
10. 時
11. 盆がえり
12. シクラメンのかほり
13. 縦縞のシャツを着て
14. くぐりぬけた花水木
15. 何年ぶり
16. めまい

### カセット盤
A面
1. 雨の露草に似て
2. スタンドスティル
3. 私の悲しみには
4. 誰かに背負われて
5. 何処から何処へ何の為に
6. 吐息
7. しじま
8. 道草

B面
1. 旅仕度
2. 時
3. 盆がえり
4. シクラメンのかほり
5. 縦縞のシャツを着て
6. くぐりぬけた花水木
7. 何年ぶり
8. めまい

## クレジット
- Starring：小椋佳
- Co-Starring：星勝
- ドラムス
  - 村上秀一
  - 井上茂
  - 林立夫
  - 高橋ユキヒロ
- エレクトリックベース
  - 後藤次利
  - 小原礼
- エレクトリック・ギター
  - 高中正義
  - 大村憲二
  - 椎名和夫
  - 是方博邦
- アコースティック・ギター：安田裕美
- キーボード
  - 栗村稔
  - 渡辺エジソン
  - 富樫春生
  - 渋井博
  - 大原繁二
  - 佐藤ジュン
- パーカッション
  - 浜口茂外也
  - 斉藤伸雄
- コーラス：シンガーズ・スリー
- プロデュース
  - 多賀英典
  - 星勝
- エンジニア：大野進
- ミキサー
  - 大野進
  - 北島保則
  - 半田克一
- プロダクション・アシスタント：市川道利
- カバー・アート：久下塚青蘭
- デザイン：酒井治